# Pasteuria ramosa
Pasteuria ramosa ist eins Spezies (Art) grampositiver Bakterien, die Endosporen bilden. 
Die Art ist ein naher Verwandter der Bakteriengattung Bacillus.
P. ramosa ist ein obligater Parasit von Daphnien (Wasserflöhen). Nachweislich parasitieren diese Bakterien die Spezies Daphnia magna (Großer Wasserfloh), sie wurden aber auch in D. pulex (Gemeiner Wasserfloh) und D. longispina (Langdorn-Wasserfloh) gefunden. Die Virulenz der Bakterien ist sehr hoch.

## Beschreibung
Die Endosporen sind nicht mobil. Sie befinden sich im Sediment der Teiche oder treiben frei im Wasser. Die Größe der Endosporen beträgt etwa 5–6 µm. P. ramosa kommt in Eurasien und Nordamerika vor.
P. ramosa ist nur im Wirt aktiv. Außerhalb des Wirtes bleiben die Sporen in einem Ruhestadium, in dem sie jahrzehntelang in der Umwelt überdauern können.

## Lebenszyklus
Der Lebenszyklus von P. ramosa beginnt, wenn D. magna die Endosporen zusammen mit der Nahrung filtriert. Wenige Minuten nach der Aufnahme der Sporen werden diese aktiviert und verändern die Form. Das Exosporium (die äußerste Schicht der reifen Sporen) öffnet sich dabei und enthüllt die Sporenhülle. In diesem Schritt bildet die Spore eine sombrero-ähnliche Struktur. Der Auslöser der Aktivierung ist noch unbekannt. Nach der Aktivierung der Sporen haftet sich die Spore an den Oesophagus an. Die Befestigung ist sehr stabil, Nahrung, die vorbeigeht, kann diese Befestigung nicht abreißen. Ohne diese Befestigung kann es keine Infektion geben.
Im nächsten Schritt gelangt P. ramosa durch Penetration des Wirtes in die Körperhöhle. Nur die bakteriellen Zellen gelangen in die Körperhöhle, der Rest der Spore bleibt draußen. Dieser Schritt dauert etwa 12 Stunden. Wenn sich D. magna innerhalb dieser 12 Stunden häutet, fällt nicht nur der Carapax ab, sondern auch die angehaftete Spore.
Nachdem sich das Bakterium in der Körperhöhle eingenistet hat, fängt es an, sich zu vermehren und geht dabei durch verschiedene Entwicklungsstadien. Die vegetativen Stadien können etwa nach 8 Tagen in der Hämolymphe sichtbar sein.
Etwa 5 bis 15 Tage nach der Infektion wird D. magna kastriert und kann sich nicht mehr fortpflanzen. Nach ca. 12 Tagen ist das Blumenkohl-Stadium sichtbar. Die ersten Sporen sind 20 Tage nach der Primärinfektion sichtbar. Voll ausgereifte Sporen sind nur bei sterbenden oder toten D. magna sichtbar.

Nach der Kastration wird die Körpergröße der D. magna viel größer (Gigantismus) als bei nicht infizierten. Die Farbe der D. magna verändert sich auch. D. magna ist nicht länger transparent, sondern eher bräunlich. Der Wirt stirbt 40–50 Tage nach der Infektion und die Sporen werden in die Umwelt freigesetzt.

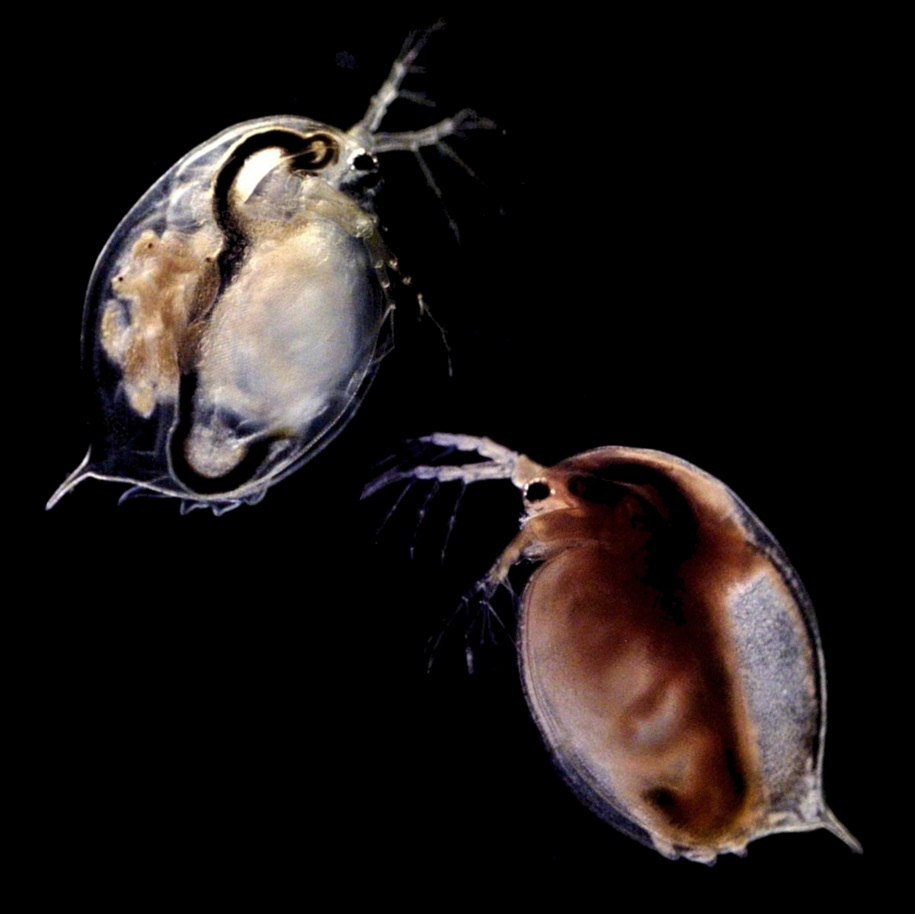
Vergleich infizierte (r.) und nicht-infizierte (l.) D. magna

Die Transmission von P. ramosa ist nur horizontal, es wurde noch nie eine vertikale Transmission beobachtet.